# John Foster Dulles
John Foster Dulles (ur. 25 lutego 1888 w Waszyngtonie, zm. 24 maja 1959 tamże) – amerykański polityk, sekretarz stanu. Człowiek Roku 1954 według magazynu „Time”.

## Początki kariery
Urodził się w rodzinie polityków. Jego dziadek John W. Foster i wujek Robert Lansing pełnili funkcję sekretarzy stanu. Był starszym bratem Allena Dullesa.
Ukończył studia na Uniwersytecie w Princeton i George Washington University Law School, gdzie studiował prawo. Następnie zaczął pracować w firmie prawniczej. W 1918 prezydent Woodrow Wilson mianował go doradcą przy amerykańskiej delegacji wysłanej na konferencję wersalską. Następnie doradzał republikańskiemu politykowi i kandydatowi na prezydenta USA w 1944, Thomasowi Deweyowi w kwestiach polityki zagranicznej. W 1945 uczestniczył w konferencji w San Francisco i pomógł opracować Kartę Narodów Zjednoczonych. W 1949, przez pięć miesięcy był senatorem z Nowego Jorku.

## Sekretarz stanu
Po zwycięstwie Dwighta Eisenhowera został mianowany sekretarzem stanu USA. Był zdecydowanym antykomunistą. Popierał Francję w jej wojnie z Việt Minhem. Wsławił się również tym, że odmówił uściśnięcia dłoni Zhou Enlaiowi podczas konferencji genewskiej w 1954. W 1956 potępił zaangażowanie Francji i Wielkiej Brytanii w kryzysie sueskim. 
Sporo czasu poświęcił na budowanie NATO jako strategię walki z komunizmem, grożąc masowym odwetem w razie wojny. Doprowadził również do podpisania paktu ANZUS i SEATO.
Pod pretekstem walki z komunizmem zwalczał rządy które mogły zagrozić gospodarczym interesom USA. Za jego wiedzą i aprobatą, CIA w 1953 przeprowadziła operację Ajax, w wyniku której obalono premiera Iranu Mohammeda Mossadegha. Rok później, w taki sam sposób CIA odsunęła od władzy lewicowy rząd prezydenta Gwatemali Jacobo Arbenza Guzmána, który przyjął wcześniej dostawy broni z bloku komunistycznego.
W czerwcu 1954 USA i Wielka Brytania ogłosiły deklarację „Potomac”, która zapowiadała, że kraje te nie będą stroną w porozumieniach uznających „status quo” w Europie Wschodniej, tym samym wypowiedzieli się przeciw zniewoleniu Europy Środkowo-Wschodniej przez ZSRR. W grudniu1955 John Dulles stwierdził, że „pokojowe uwolnienie narodów ujarzmionych było, jest i pozostanie tak głównym celem polityki zagranicznej USA, jak długo ten cel nie zostanie osiągnięty”. W 1956 sprzeciwił się zakupowi broni w USA przez Egipt, w czasie wojny o kanał sueski. W czasie tego konfliktu administracja prezydenta Eisenhowera nie była zainteresowana w eskalowaniu tego konfliktu w rejonie. Ten krok pomógł jednak ZSRR w uzyskaniu wpływów na Bliskim Wschodzie.
Dulles zaczął cierpieć na chorobę nowotworową. Zły stan zdrowia zmusił go do ustąpienia w kwietniu 1959. Zmarł miesiąc później.